# Down the road (Nederland)
Down the road is een Nederlands televisieprogramma waarin Gordon samen met speciaal begeleider Demi Arends en jongeren die het syndroom van Down hebben op reis gaat. In het eerste seizoen (2022) was dit vanwege de coronapandemie in Nederland. Het tweede seizoen (2023) speelde zich af in België en Frankrijk. De voice-over wordt gedaan door Simone Kleinsma.